# Cantone di Aubrac et Carladez
Il Cantone di Aubrac et Carladez è una divisione amministrativa dell'arrondissement di Rodez.
È stato costituito a seguito della riforma approvata con decreto del 21 febbraio 2014, che ha avuto attuazione dopo le elezioni dipartimentali del 2015.

## Composizione
Comprendeva inizialmente 26 comuni ridottisi a 21 dal 1º gennaio 2016 a seguito della fusione dei comuni di Alpuech, Graissac, Lacalm, La Terrisse, Sainte-Geneviève-sur-Argence e Vitrac-en-Viadène per formare il nuovo comune di Argences-en-Aubrac:
- Argences-en-Aubrac
- Brommat
- Campouriez
- Cantoin
- Cassuéjouls
- Condom-d'Aubrac
- Curières
- Florentin-la-Capelle
- Huparlac
- Lacroix-Barrez
- Laguiole
- Montézic
- Montpeyroux
- Mur-de-Barrez
- Murols
- Saint-Amans-des-Cots
- Saint-Chély-d'Aubrac
- Saint-Symphorien-de-Thénières
- Soulages-Bonneval
- Taussac
- Thérondels